# Kanton Laon-Sud
Kanton Laon-Sud (fr. Canton de Laon-Sud) byl francouzský kanton v departementu Aisne v regionu Pikardie. Tvořilo ho 20 obcí. Zrušen byl po reformě kantonů 2014.

## Obce kantonu
- Arrancy
- Athies-sous-Laon
- Bièvres
- Bruyères-et-Montbérault
- Chérêt
- Chivy-lès-Étouvelles
- Clacy-et-Thierret
- Eppes
- Étouvelles
- Festieux
- Laon (jižní část)
- Montchâlons
- Nouvion-le-Vineux
- Orgeval
- Parfondru
- Ployart-et-Vaurseine
- Presles-et-Thierny
- Samoussy
- Veslud
- Vorges